# Оса (инсект)
Оса је назив инсеката из истоимене породице (лат. Vespidae) у реду опнокрилаца.

## Опис
Тело јој је витко и глатко са два пара прозирних крила. Црно-жуте је боје. Усни органи су јој прилагођени за грижење и лизање. На задњем делу тела има отровну жаоку, коју, као и други сродници, може да увуче.

## Размножавање
Од сажваканог дрвета и материја сличних папиру, гради гнездо-осињак које има више саћа, а споља је обавијено лиснатим омотачем. Оплођена женка која презими, у пролеће оснива осињак и гради га под земљом или на заклоњеном месту, у којем се прво развијају радилице. Ларве храни сажваканим инсектима. У касно лето појаве се мужјаци који у свадбеном лету оплођују женке, а сами са радилицама изумиру са доласком зиме. Оплођена женка презимљује у заклону под каменом или маховином. Чест је и веома распрострањен инсект.

## Исхрана
Одрасле осе се хране медом или цветним соком.
Одрасле животиње хране се готово искључиво нектаром и другим слатким биљним соковима, док ларве хране кашом сажваканих инсеката или других животињских беланчевина. Обичне осе у потрази за властитом храном често нађу колаче или друге слатке људске намирнице, и тада их се тешко можете отарасити.

## Жаока и убод
За разлику од пчеле оса има другачију жаоку којом може убости и неколико пута. Жаока осе је потпуно глатка попут игле. Убод осе може бити болан, а због веће количине испуштеног отрова могу се јавити алергијске реакције.